# Nikola Jukić
Pour les articles homonymes, voir Jukić.
Nikola Jukić, né le 14 août 1994 à Split, est un handballeur international croate évoluant au poste d'arrière droit au C' Chartres Métropole handball.

## Biographie
Au Ribola Kastela, Nikola Jukić se met en avant dans le championnat croate en étant régulièrement parmi les meilleurs buteurs.
À l'été 2016, cet international junior croate s'engage avec le Pontault-Combault HB où il doit compenser le départ de Davorin Vranic, l’un des cadres de l’équipe. Il est alors suivi depuis deux saisons par les dirigeants pontellois.
Lors de sa première saison, il est l'auteur de 27 buts en 28 matches de Proligue.
Avec 58 réalisation en quinze rencontres de championnat entre septembre 2017 et février 2018, il améliore déjà largement son bilan comptable et prolonge son contrat d'un an. Année qu'il passe en première division à la suite de la montée de l'équipe dont il est un artisan avec plus de quatre buts de moyenne et 60% de réussite. En avril 2019, il en est déjà à 70 buts inscrits en Starligue alors que son équipe est dernière.
En avril 2019, les médias annoncent la signature de Jukić au C' Chartres Métropole handball. Le Croate confirme sa belle saison précédente en restant à près de quatre buts par match. Cela lui vaut sa première convocation en équipe nationale de Croatie en octobre 2019 et deux matches amicaux face à l’Allemagne. Début 2020, il refuse l'offre de prolongation du club.

## Statistiques
| Saison                | Club                  | Championnat           | Championnat | Championnat | Coupe de France | Coupe de France | Coupe de la Ligue | Coupe de la Ligue | Croatie | Croatie | Total | Total |
| Saison                | Club                  | Division              | M           | B           | M               | B               | M                 | B                 | M       | B       | M     | B     |
| --------------------- | --------------------- | --------------------- | ----------- | ----------- | --------------- | --------------- | ----------------- | ----------------- | ------- | ------- | ----- | ----- |
| 2016-2017             | Pontault-Combault HB  | D2                    | 28          | 27          |                 |                 | 2                 | 2                 | -       | -       | 30    | 29    |
| 2017-2018             | Pontault-Combault HB  | D2                    | 30          | 122         |                 |                 | 2                 | 6                 | -       | -       | 32    | 128   |
| 2018-2019             | Pontault-Combault HB  | D1                    | 26          | 99          |                 |                 | 3                 | 15                | -       | -       | 29    | 114   |
| Sous-total            | Sous-total            | Sous-total            | 84          | 248         |                 |                 | 7                 | 23                | 0       | 0       | 91    | 271   |
| 2019-2020             | C' Chartres MHB       | D1                    | 7           | 25          |                 |                 | 2                 | 4                 |         |         | 9     | 29    |
| Total sur la carrière | Total sur la carrière | Total sur la carrière | 91          | 273         |                 |                 | 11                | 27                | 0       | 0       | 102   | 300   |